# Ustka (stacja kolejowa)
Ustka – stacja kolejowa w Ustce w województwie pomorskim. Według klasyfikacji PKP ma kategorię dworca turystycznego.

## Ruch pasażerski

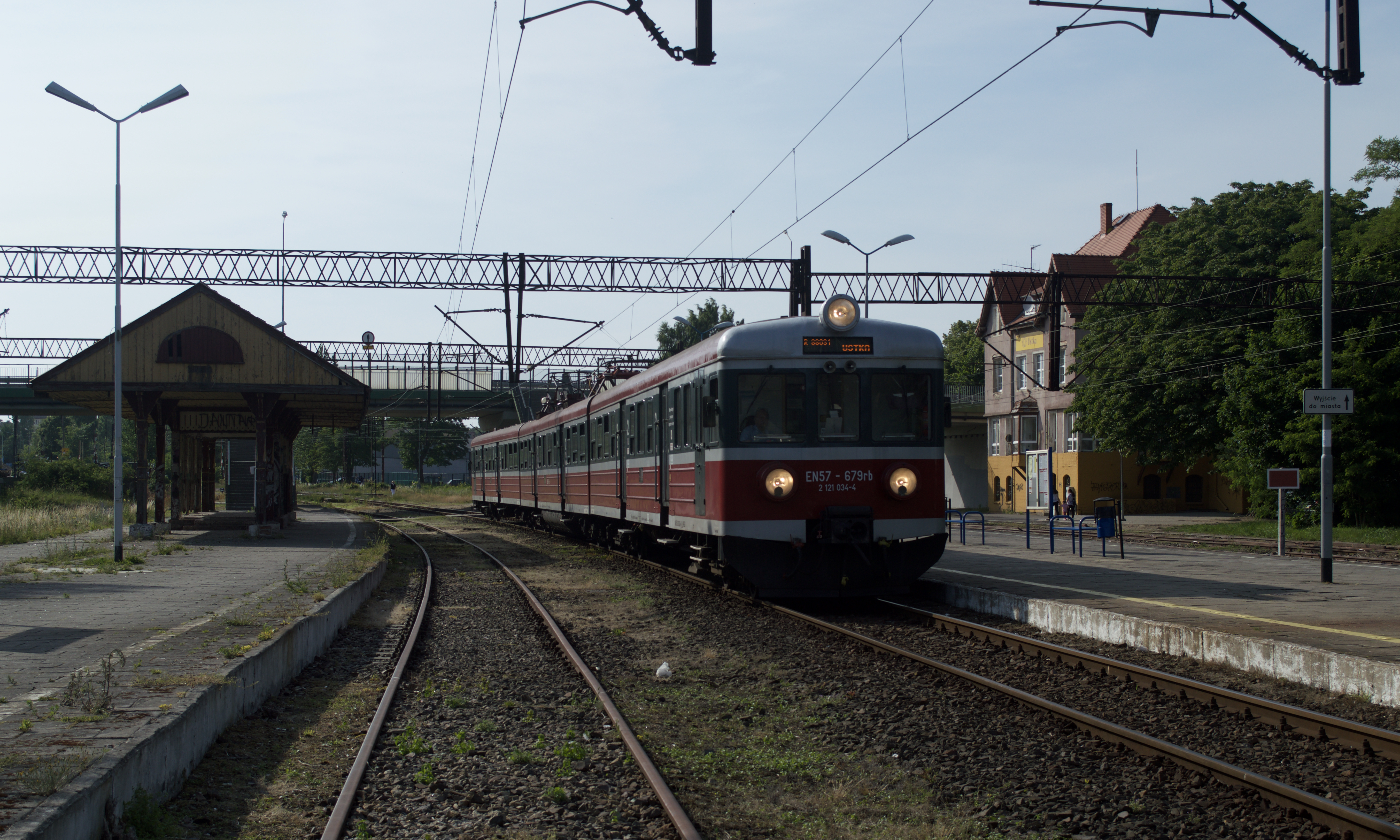
Stacja przed rewitalizacją (2017); w tle stoi EN57

| Rok  | Wymiana pasażerska na dobę |
| ---- | -------------------------- |
| 2017 | 150-199                    |
| 2022 | 1 300                      |

## Budynek i infrastruktura

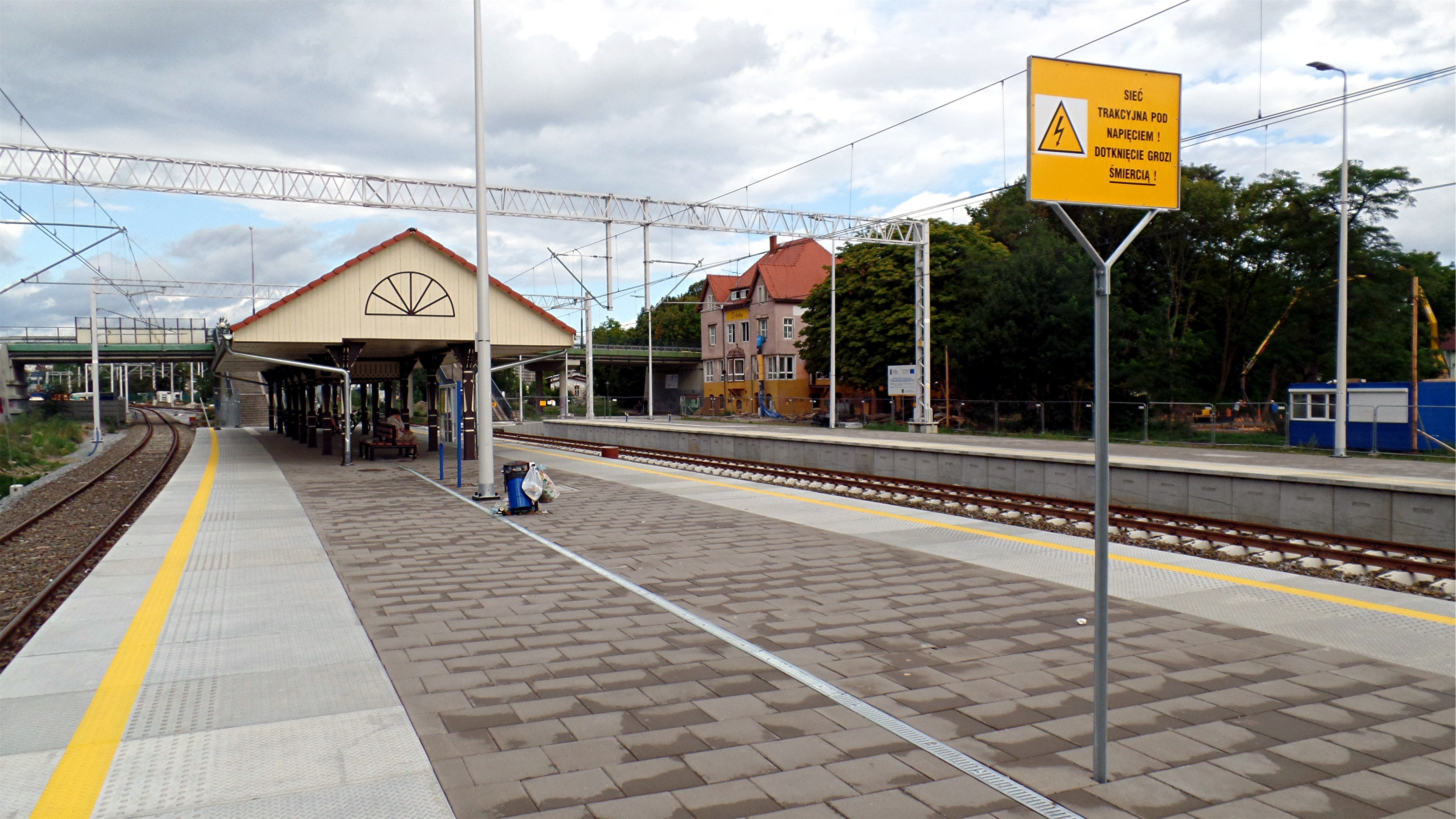
Peron w Ustce po jego rewitalizacji a przed rewitalizacją dworca.

Budowę dworca w Ustce zakończono w 1911. W budynku znajdują się trzy kasy biletowe oraz jedna towarowa, ale tylko jedna z nich jest czynna.
W 2018 Ustka otrzymała dofinansowanie w wysokości ponad 17,5 mln zł (85% kosztów inwestycji) na przekształcenie dworca w węzeł transportowy.

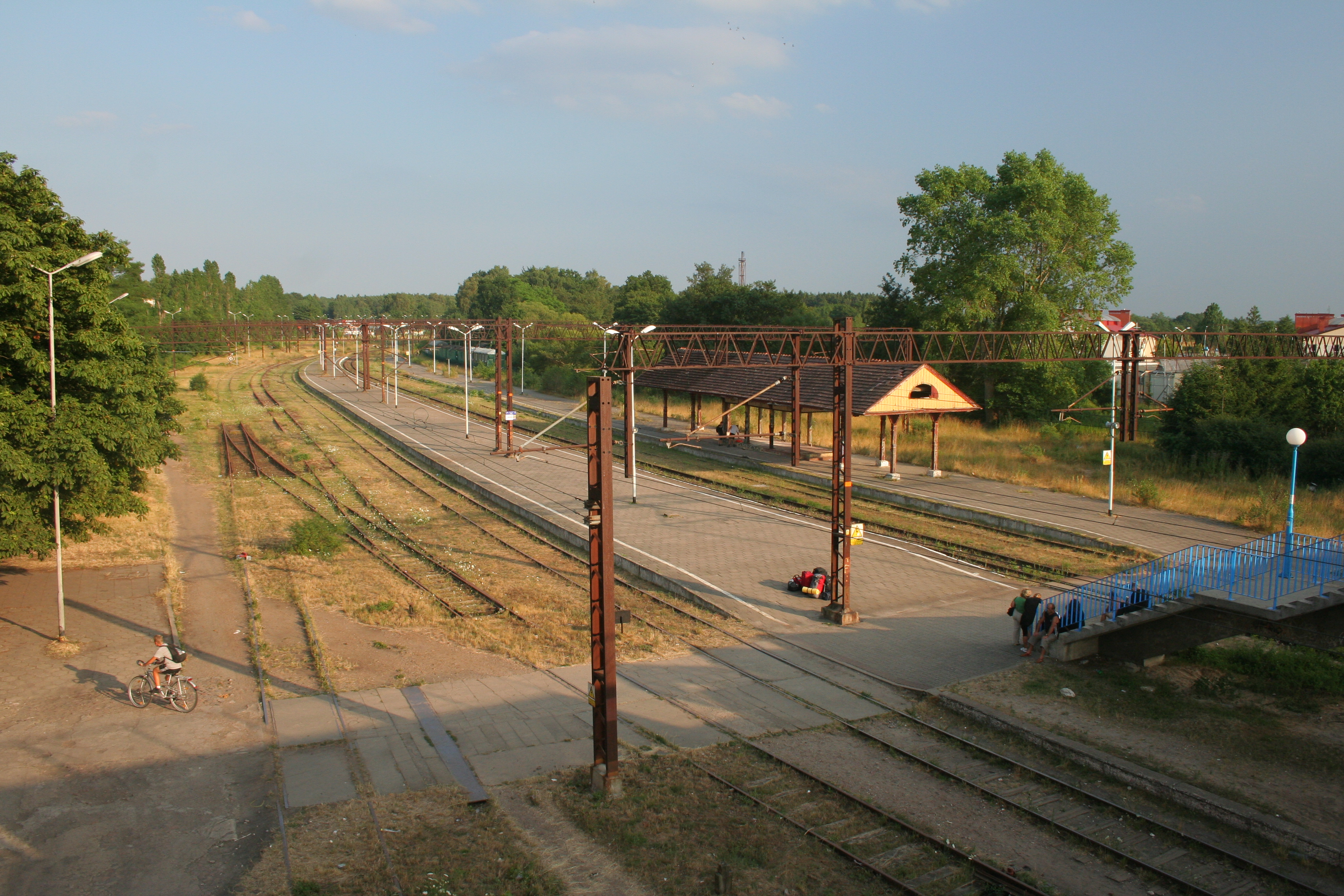
Perony stacji Ustka

## Linie przebiegające przez stację
| Stacja początkowa | Stacja końcowa | Typ linii  | Rozstaw szyn               |
| ----------------- | -------------- | ---------- | -------------------------- |
| Piła Główna       | Ustka          | pasażerska | 1435 mm                    |
| Ustka             | Smołdzino      | pasażerska | rozebrana, dawniej 750 mm  |
| Ustka             | Sławno         | pasażerska | rozebrana, dawniej 1435 mm |